# Низа (Кошка)
Низа је насељено место у саставу општине Кошка у Осјечко-барањској жупанији, Република Хрватска.

## Историја
До територијалне реорганизације у Хрватској налазила се у саставу старе општине Нашице.

## Становништво
На попису становништва 2011. године, Низа је имала 432 становника.

## Попис1991.
На попису становништва 1991. године, насељено место Низа је имало 563 становника, следећег националног састава:
| Попис 1991.‍  | Попис 1991.‍  | Попис 1991.‍ | Попис 1991.‍ | Попис 1991.‍ |
| ------------ | ------------ | ----------- | ----------- | ----------- |
|              |              |             |             |             |
| Хрвати       | Хрвати       |             | 508         | 90,23%      |
| Југословени  | Југословени  |             | 14          | 2,48%       |
| Срби         | Срби         |             | 10          | 1,77%       |
| Немци        | Немци        |             | 6           | 1,06%       |
| Словаци      | Словаци      |             | 5           | 0,88%       |
| Мађари       | Мађари       |             | 3           | 0,53%       |
| Чеси         | Чеси         |             | 2           | 0,35%       |
| неопредељени | неопредељени |             | 1           | 0,17%       |
| непознато    | непознато    |             | 14          | 2,48%       |
| укупно: 563  |              |             |             |             |